# 第三清徳丸襲撃事件

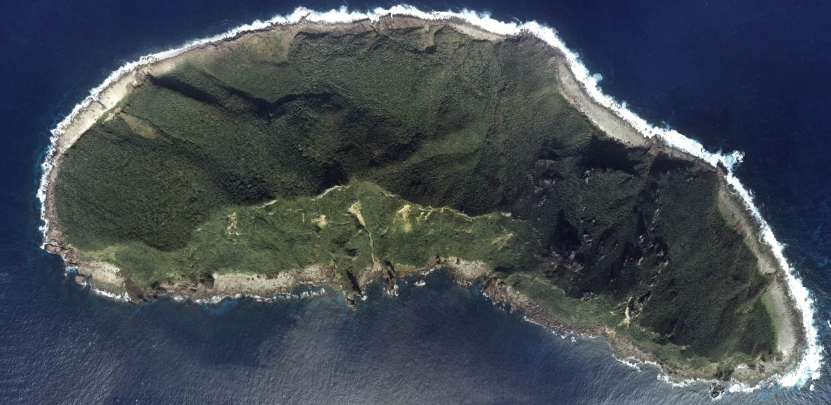
事件の起きた魚釣島近辺

青天白日旗

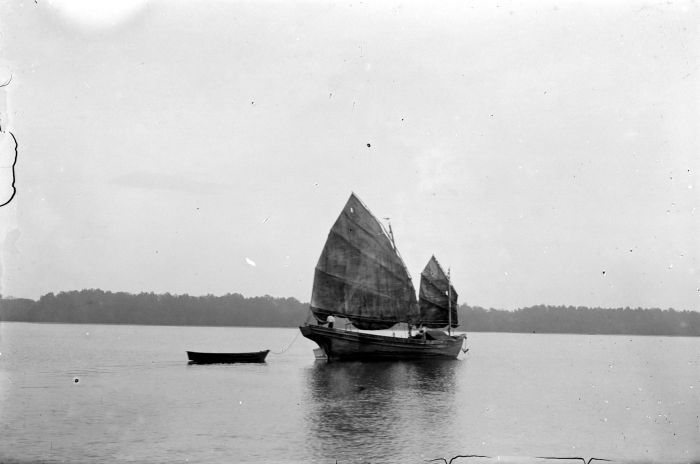
中国のジャンク船（事件の船ではない）

第三清徳丸襲撃事件（だいさんせいとくまるしゅうげきじけん）とは、1955年3月に尖閣諸島海域で操業中の第三清徳丸が青天白日旗を掲げる2隻のジャンク船に襲撃され、2名が射殺され3名が行方不明になった事件。

## 概要
1955年3月2日午後2時頃、尖閣諸島の魚釣島西方約2海里の地点で操業中の第三清徳丸に青天白日旗を掲げた2隻のジャンク船（大安丸・他）が救助を求めたため、曳航しようと接舷したところ、兵隊のような格好をした者（2名）が第三清徳丸に飛び移るやいなや、船長と船員合わせて2名を射殺した。残りの船員7名は海に飛び込み、2海里離れた魚釣島まで泳いで逃げようとしたが3名しかたどり着けず、4名は行方不明となった。魚釣島にたどりついた3人は島の裏側で操業していた第一清徳丸に連絡したのち石垣島に難を逃れた。

## 政府見解
第22回国会衆議院外務委員会（1955年7月26日）において、第三清徳丸事件に関する細迫兼光外務委員の質問に対し、中川融外務省アジア局長は次のように回答している。